# تونبرغية ذهبية
تونبرغية ذهبية (الاسم العلمي:Thunbergia aurea) هي نوع من النباتات تتبع جنس التونبرغية من الفصيلة الأقنتية.